# Eccrita brunnescens
Eccrita brunnescens är en fjärilsart som beskrevs av W. Warren 1913. Eccrita brunnescens ingår i släktet Eccrita och familjen nattflyn. Inga underarter finns listade i Catalogue of Life.